# 셰섄다스 플로브
셰섄다스 플로브(아제르바이잔어: şeşəndaz plov)는 아제르바이잔의 플로브(필라프)이다. 노브루즈 저녁에 먹는 음식이며, 고명으로 삶은 달걀이 올라간다.

## 같이 보기
- 샤흐 플로브